# Padrão "Sunburst"
O osteossarcoma é a neoplasia óssea maligna primária mais frequente em adolescentes e adultos jovens, caracterizando-se pelo crescimento rápido e produção desorganizada de matriz osteóide (Murphey et al., 1997; Klein & Siegal, 2006). Entre os achados imagiológicos deste tumor, destaca-se o padrão denominado “sunburst”, cuja identificação é sugestiva da agressividade óssea e possui relevância diagnóstica na suspeita de osteossarcoma. Este padrão radiológico, embora classicamente associado ao osteossarcoma, é reconhecido em outras neoplasias agressivas, o que reforça a importância da sua compreensão dentro de um quadro imagiológico diferencial abrangente (White, Ramer, Wentland, & Cohen, 2020). 

## Definição e Desenvolvimento
O padrão “sunburst” corresponde a um padrão agressivo de uma reação do periósteo, ou seja, resulta da ação de processos agudos e malignos que afetam o periósteo. Este padrão é caracterizado pela irradiação radial de espículas ósseas a partir do córtex, o que confere uma aparência semelhante a raios solares (Radiopaedia, s.d.).
Este fenómeno resulta da incapacidade do periósteo de formar camadas ordenadas de osso novo, em resposta a um crescimento tumoral agressivo. Em vez disso, surgem projeções trabeculares múltiplas, desorganizadas, espiculadas e divergentes, que refletem o crescimento agressivo da lesão (Kransdorf & Murphey, 1997). 

## Relevância no Contexto do Osteossarcoma
A presença do padrão “sunburst” é considerada altamente sugestiva de osteossarcoma, embora não exclusiva deste diagnóstico (Murphey et al., 1997). Em imagens radiográficas, é frequentemente observado nas metáfises dos ossos longos, como o fémur distal, a tíbia proximal e o úmero proximal, embora mais raro, também pode ocorrer embora seja mais raro no esqueleto axial, nomeadamente nos ossos faciais como a mandíbula.
A formação deste padrão reflete um crescimento tumoral particularmente agressivo e expansivo (Klein & Siegal, 2006; Suresh & Saifuddin, 2007). Além da sua morfologia radiológica, a presença do padrão "sunburst" está frequentemente correlacionada com pacientes do sexo masculino entre 10 e 25 anos, refletindo o pico de incidência do osteossarcoma nessa faixa etária (White, Ramer, Wentland, & Cohen, 2020). 

## Diagnóstico Diferencial
Apesar de associado classicamente ao osteossarcoma, o padrão “sunburst” pode também ocorrer em outras patologias agressivas, como o sarcoma de Ewing, metástases ósseas de carcinomas, e osteomielite crónica severa (Lehrer, Maxfield, & Nice, 1970; Pineda, Espinosa, & Pena, 2004). Embora seja raro, existem descrições do padrão “sunburst” em lesões benignas com crescimento atípico, como no osteoblastoma ou hemangioma intraósseo com crescimento exuberante, o que destaca a necessidade de correlação clínica rigorosa que integre achados imagiológicos, dados clínicos e análise histológica.

## Importância Clínica e Prognóstica
A presença do padrão “sunburst” é considerada um marcador radiológico de malignidade óssea, frequentemente associada ao osteossarcoma. A sua identificação precoce por exames de imagem é essencial para o diagnóstico oportuno e o planejamento terapêutico adequado. Este padrão está geralmente ligado a um comportamento biológico agressivo, exigindo abordagens terapêuticas intensivas, como cirurgia radical combinada com quimioterapia adjuvante (Aisen et al., 1986).
Recentemente, modelos baseados em inteligência artificial têm sido desenvolvidos para identificar automaticamente tumores ósseos primários, como o osteossarcoma, em radiografias, demonstrando elevada acurácia diagnóstica e potencial para aplicação em centros oncológicos especializados (Bai et al., 2021).